# Candace Parker
Candace Nicole Parker (San Luis, Misuri, 19 de abril de 1986) es una exbaloncestista de Estados Unidos que disputó 15 temporadas como profesional.

## Trayectoria deportiva
Parker desde muy pequeña sintió verdadera pasión por el baloncesto, lo cual la llevó a pertenecer a pequeños equipos. Dedicó gran parte de su infancia y adolescencia a este deporte. Pero no fue ningún impedimento para que Candace dejara atrás sus estudios, pues destacó en la escuela secundaria y se graduó en 2004, en Central High School en Naperville, Illinois, a cuyo equipo ayudó a obtener los campeonatos del estado en 2003 y 2004, siendo en ambos años elegida como "Prep Player del año" por Naismith y Gatorade, y se convirtió en la primera mujer en haber ganado un concurso de mates cuando ganó en 2004 el concurso "McDonald’s All-American Slam Dunk Contest", donde venció a futuras estrellas de la NBA como J.R. Smith y Rudy Gay.
Luego ingresó a la Universidad de Tennessee, donde compitió con las Lady Vols en la NCAA obteniendo los campeonatos de 2007 y 2008, anotando un promedio de 20.6 puntos por juego y 8.8 rebotes en su temporada final en el equipo, además de convertirse en la primera mujer en hacer dos mates en un solo juego de la NCAA. Tanto en 2007 como en 2008 Candace Parker obtuvo el premio de MVP de la final four de la NCAA y los galardones de jugadora del año de John R. Wooden, State Farm, Basketball Writers Association, y Kodak All-American.
Candace se graduó de Tennessee con un major en administración del deporte (Sports Management) y un minor en psicología.
En el draft de la WNBA de 2008 fue elegida 1.ª de la primera ronda por Los Angeles Sparks, donde haría historia desde el primer momento ya que en su debut en contra las campeonas del año anterior Phoenix Mercury bate el récord del mejor debut de una novata en la historia de la liga (34 puntos, 12 rebotes y 8 asistencias), al final de la temporada dado sus buenos números durante la temporada del 2008, ganó el premio MVP de la Temporada de la WNBA  y el premio Rookie (novata) del Año de la WNBA, convirtiéndose en la única jugadora en la historia de la WNBA en obtener un MVP siendo novata.
Candace ha jugado para Los Angeles Sparks desde entonces, obteniendo muy buenos números cada temporada, incluso teniendo que hacer algunas paradas, primero debido al nacimiento de su hija y luego a lesiones. 
En el año 2013 Candace fue la segunda jugadora más votada para jugar en el All-Star Game de la WNBA, por detrás de la rookie Elena Delle Donne, Parker tuvo una gran actuación, anotó 23 puntos liderando así a la conferencia del Oeste a la victoria por 102 a 98 sobre la conferencia del Este y batiendo el récord de puntos en un juego de All-star, que era de 22 y estaba en manos de la veterana Swin Cash, todo esto le valió para ser elegida como MVP del juego.
En la temporada regular 2013 consigue de nuevo el MVP de la Temporada de la WNBA y lidera a las Sparks hacia los playoffs.
En 2016 Candace con Los Angeles Sparks logra ganar su primer  Campeonato de la WNBA, y es elegida como  MVP de la final. .
De enero a mayo y luego de octubre a diciembre cuando la WNBA está inactiva, Candace Parker juega fuera de Estados Unidos, desde 2010 jugó para el equipo ruso de UMMC Ekaterinburg, donde consiguió ganar 4 ligas rusas en 2010,2011,2012 y 2013, 5 copas de Rusia 2010,2011,2012,2013 y 2014, una Euroliga en 2013 donde fue elegida MVP de la final eight. Y una Supercopa de Europa en 2013
En 2015-2016 jugó para el equipo chino Guangdong Dolphins, y en 2017 en el equipo turco Fenerbahçe Istanbul.
Candace Parker debutó en el 2006 en el equipo nacional de los Estados Unidos, ayudando al equipo a obtener una medalla de bronce en Brasil 2006 y luego la medalla de oro en el campeonato de las Américas Chile 2007  que les daba la clasificación a los juegos olímpicos de Pekín 2008 donde obtendrían la medalla de oro, gesta que repetirían cuatro años después en Londres 2012.

## Vida personal
Candace es la hija menor de Larry y Sara Parker, sus hermanos mayores son el exNBA Anthony Parker  y Marcus Parker, que es médico.
Candace se casó el 13 de noviembre de 2008 con Shelden Williams. Tienen una hija llamada Lailaa Nicole Williams que nació el 13 de mayo de 2009. En 2016 la pareja se divorció alegando diferencias irreconciliables.
Mantiene una relación con Anya Petrakova. El 14 de diciembre de 2021, Parker anunció que se habían casado en 2019 y que estaban esperando su primer hijo en común.